# توماس آرثر كونولي
توماس آرثر كونولي (بالإنجليزية: Thomas Arthur Connolly)‏ هو قسيس أمريكي، ولد في 5 أكتوبر 1899 في سان فرانسيسكو في الولايات المتحدة، وتوفي في 18 أبريل 1991 في سياتل في الولايات المتحدة.